# Вівсянка ямайська
Вівсянка ямайська (Euneornis campestris) — вид горобцеподібних птахів родини саякових (Thraupidae). Ендемік Ямайки. Це єдиний представник монотипового роду Ямайська вівсянка (Euneornis).

## Таксономія
Ямайська вівсянка була науково описана шведським натуралістом Карлом Ліннеєм в 1758 році під назвою Motacilla campestris. При описанні виду Лінней покладався на британського натураліста Джорджа Едвардса, який в своїй праці 1750 року «A Natural History of Uncommon Birds» описав ямайську вівсянку під назвою "American Hedge-Sparrow". В 1856 році австрійський зоолог Леопольд Фітцінгер виділив ямайську вівсянку в монотиповий рід Euneornis. Підвидів не виділяють.
Раніше ямайську вівсянку відносили до родини вівсянкових (Emberizidae), однак за результатами низки молекулярно-генетичних досліджень рід Euneornis, разом з низкою інших рудів, був переведений до родини саякових.

## Опис
Довжина птаха становить 14 см. Самець має кобальтово-синє забарвлення тіла і оранжеву пляму на горлі. У самиці верхня частина тіла оливково-сіра, нижня частина тіла тьмяно-оливково-жовта, голова сіра. Молоді птахи схожі на самиць. Ямайські вівсянки мають довгий, загострений дзьоб.

## Поширення і екологія
Ямайські вівсянки є ендеміками Ямайки. Вони живуть в рівнинних і гірських тропічних лісах та в деградованих лісових масивах на висоті до 1500 м над рівнем моря.

## Поведінка
Ямайські вісянки живляться плодами і нектаром. Шукають їжу в кронах дерев і на узліссях. Живуть парами, часто приєднуються до змішаний зграй птахів. Сезон розмноження триває з квітня по червень. Ямайські вісянки роблять гніздо з трави і рослинних волокон і розміщують його на дереві, на висоті до 6 м над землею. В кладці 2-4 яйця.

## Етимологія
Наукова назва роду Euneornis являє собою сполучення слова дав.-гр. ευ — добрий і назви роду Neornis (нині синонім роду Cettia). Видовий епітет campestris походить від лат. campestris — з поля.